# Landbouwspuit

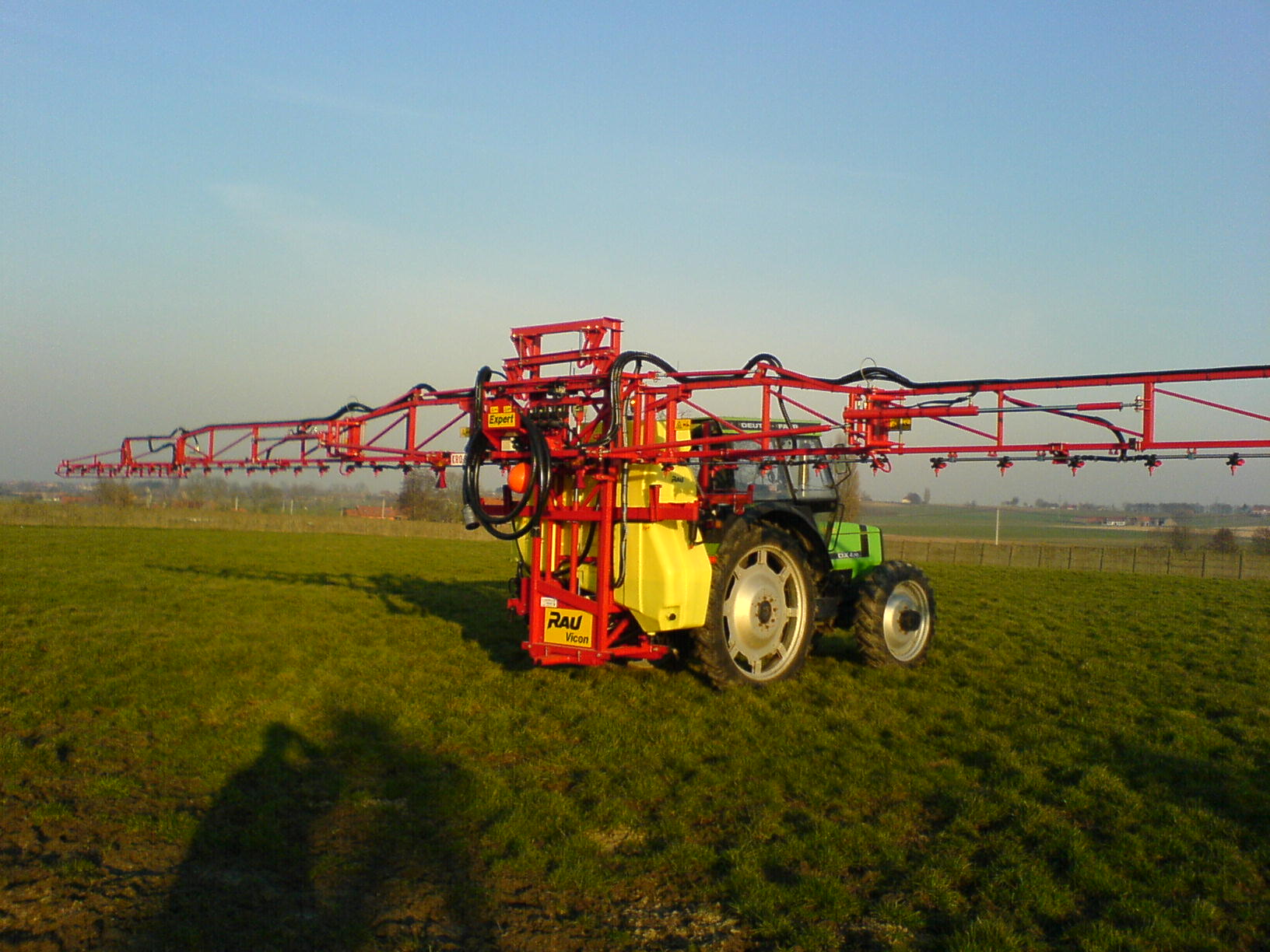
Gedragen spuitmachine in spuitstand

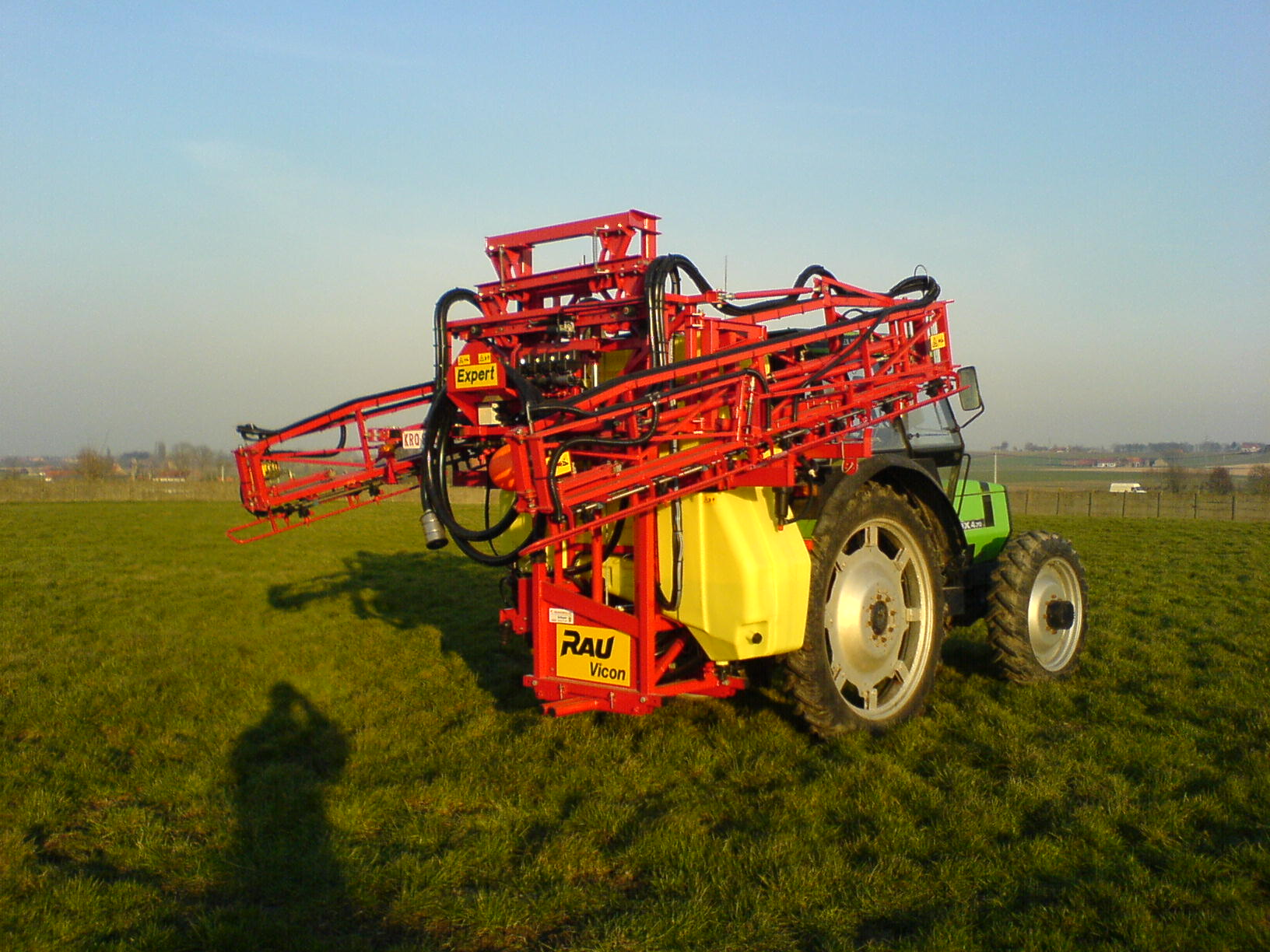
Gedragen spuitmachine in transportstand

Een landbouwspuit wordt gebruikt om landbouwgewassen met insecticide, herbicide of fungicide middelen te bespuiten.

## Principe
Een landbouwspuit bestaat uit een vat met 1000 tot 8000 liter water waaraan een chemisch bestrijdingsmiddel wordt toegevoegd. Een pomp stuwt het middel naar de spuitboom waarop zich sproeiers of vernevelaars bevinden. De spuitboom is uit staal of aluminium vervaardigd. De werkbreedte varieert van 10 tot 54 meter. De dosering gebeurt vaak volledig via een computer, oudere of minder luxe spuiten worden nog met de hand ingesteld.

## Uitvoeringen
Een gedragen spuitmachine hangt vast aan een tractor en steunt dus niet op de grond. Een getrokken spuitmachine is als aanhanger bevestigd achter de tractor. Een zelfrijdende spuitmachine is voorzien van eigen aandrijving. In West-Europa neemt de verkoop van gedragen spuiten af, omdat de capaciteit achterblijft bij die van de andere systemen.

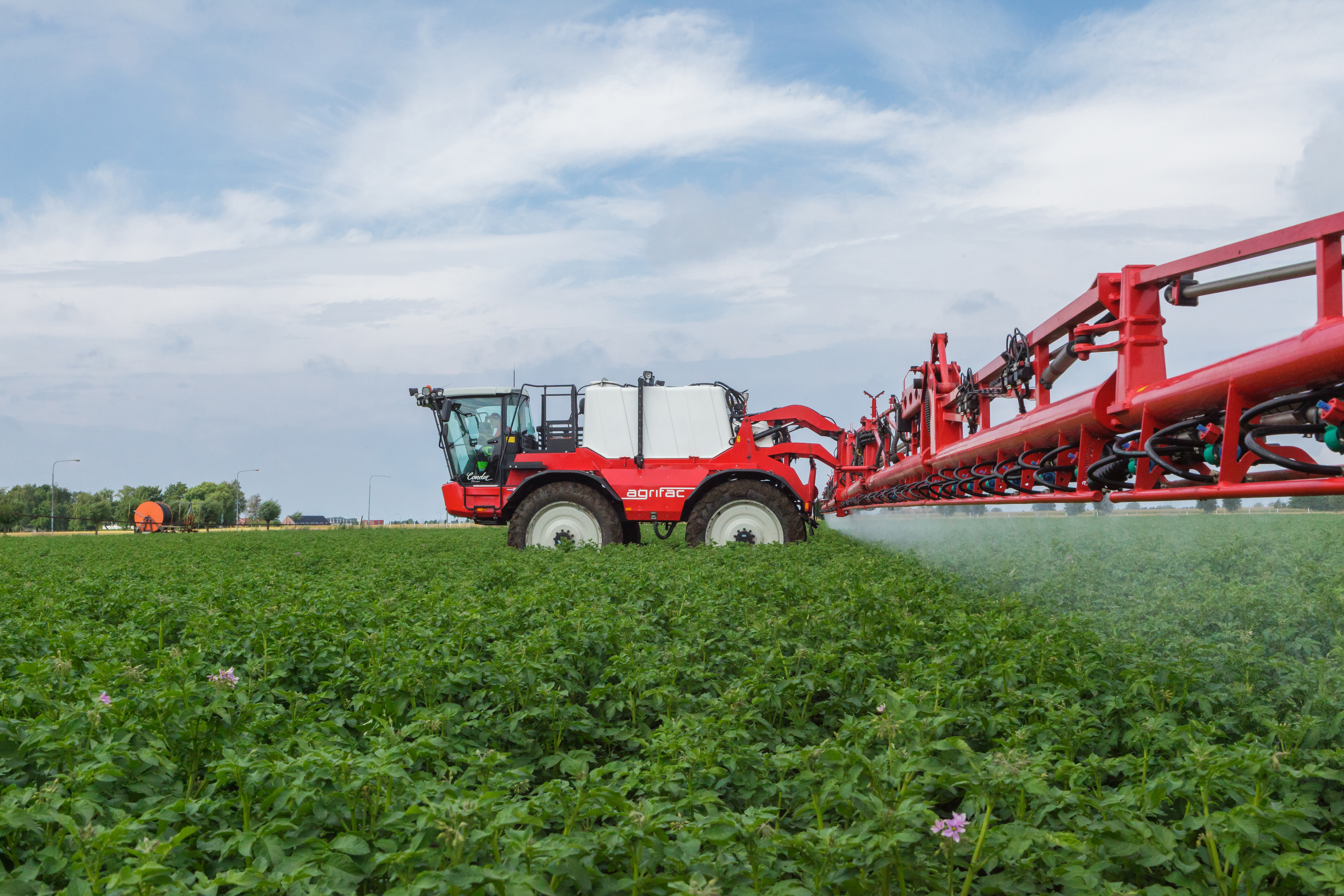
Een zelfrijdende veldspuit, de Agrifac Condor